# Journée mondiale de la justice internationale
La journée mondiale de la justice internationale est un événement organisé le 17 juillet pour sensibiliser le public au rôle de la justice pénale internationale, et marquer l'importance du soutien qu'il convient d'accorder aux victimes de crimes de guerre, crimes d'agression, crimes contre l'humanité, et de génocide. Chaque journée privilégie une réflexion sur un thème donné.

## Histoire
La date commémore le 17 juillet 1998, jour d'adoption du Statut de Rome, qui a permis la création de la Cour pénale internationale.  Cette Cour est la première institution judiciaire internationale indépendante ; elle peut juger des personnes accusées de l'une des quatre catégories de crimes suivantes : génocide, crime de guerre, crime d'agression, crime contre l'humanité. Elle ne remplace pas les tribunaux des pays où les crimes ont été perpétrés, mais elle est disponible en dernier recours, «lorsqu'un pays ne peut pas ou ne veut pas mener d'enquêtes et poursuivre les auteurs». Entrée en activité en 2002, elle siège à La Haye, et ne dépend pas des Nations unies. A la différence d'autres tribunaux internationaux comme ceux où se sont tenus les procès de Nuremberg (1945) ou de Tokyo (1946) ou encore ceux qui ont jugé des crimes contre l'humanité en ex-Yougoslavie et au Rwanda, cette Cour est permanente.
Depuis 1998, près de 137 pays ont signé le Statut de la Cour pénale et 125 États l'ont ratifié. 
C'est en 2010, lors de la Conférence de révision du Statut de Rome tenue à Kampala (en Ouganda), que l'Assemblée des États parties a décidé de célébrer le 17 juillet comme la Journée de la justice pénale internationale.

## Objectifs
Chaque année, des événements sont organisés dans le monde pour attirer l'attention sur des crimes graves, honorer des personnes qui se sont consacrées à la défense des droits des victimes, et promouvoir la justice pénale internationale, en particulier le soutien à la Cour pénale internationale.
La Journée internationale de la justice promeut un procès équitable sans différenciation entre les peuples ou les pays. Elle est l'occasion de rappeler l'utilité d'intégrer de nouveaux Etats ayant ratifié leur adhésion à la Cour internationale. Elle est aussi un moment de réflexion sur les difficultés et les obstacles auxquels se heurte cette Cour, dont la charge de travail excède les ressources mises à sa disposition ; la CPI a pu être accusée d'un deux poids deux mesures, lorsqu'elle a décidé de clore une enquête sur des abus présumés commis par les forces du Royaume-Uni durant la guerre d'Irak ;  la Cour pénale internationale a été par ailleurs la cible de sanctions prononcées par Donald Trump, puis annulées par Joe Biden dès décembre 2021.

## Quelques thèmes
En 2022, le thème privilégié le 17 juillet est « Atteindre la justice sociale grâce à l'emploi dans l'économie formelle ». Le choix de ce thème se fonde sur des études indiquant un lien entre emploi et criminalité : les emplois précaires, les bas revenus peuvent entraîner une hausse de la criminalité, lien plus ou moins pris en compte dans les différents systèmes judiciaires. Près de 60 % de la population active mondiale - tous âges confondus - a un emploi dans l'économie informelle, ce qui implique une absence de protection sociale ; cette situation a eu tendance à s'aggraver à la suite de la pandémie de COVID-19.
En 2021, thème privilégié est «La justice sociale dans l'économie numérique». Si l'économie numérique a produit des bienfaits, elle a aussi favorisé le développement de certains activités criminelles. De plus, une fracture numérique sépare riches et pauvres. Lors de la pandémie de 2020, les échanges en ligne ont connu une croissance très importante.